# 线粒体脑肌病
线粒体脑肌病是一种由线粒体的代谢缺陷脱引起的脑肌病，属于线粒体疾病。此病由Luft于1962年首次采用改良戈莫理氏染色法（Gömöri trichrome stain，MGT）发现。在活体检查中，患者的肌肉组织中带有破碎红纤维（或不整红边纤维，raggedredfiber，RRF）。这种线粒体疾病也可同时累及中枢神经系统引起多种线粒体肌病。

## 分型
线粒体肌病根据临床不同综合征可分为几类：
- MELAS综合征（全称“线粒体脑肌病伴乳酸血症和卒中样发作综合征”），症状包括不同程度的认知障碍及老年痴呆、乳酸酸中毒、中风、短暂性脑缺血发作（transient ischemic attack，TIA）、失聪、运动障碍、体重下降。

- MERRF综合征（全称“肌阵挛性癫痫发作伴破碎红纤维”），症状包括进行性肌阵挛性癫痫（progressive myoclonic epilepsy，PME）、身高较矮，病变的线粒体团块堆积在肌纤维的肌膜处在利用改良戈莫理氏染色法染色后呈现为破碎的红斑。.

- KSS综合征（全称“进行性眼外肌麻痹综合症”）有时也是线粒体脑肌病的分型，[4]但在医学主题词表（Medical Subject Headings，MeSH）中未将KSS综合征收录到该疾病分类中。